# 外車情報ウィズマン
『外車情報ウィズマン』（Whizzman, がいしゃじょうほうウィズマン）は、かつて存在した日本の自動車雑誌である。
1985年4月に成美堂出版（東京都新宿区）より創刊された月刊雑誌で、輸入車に関する情報や話題を取り扱っていた。発売日は毎月26日であり、販売定価は600円であった。比較的高級志向の編集内容であったが、2007年8月25日発売の「2007年10月号」を以て廃刊となった。